# Ринколіт
Ринколіт (англ. rinkolite; нім. Rinkolit m) — соросилікатний мінерал, діортосилікат натрію, калію, церію і титану. Група сейдозериту. Синонім — ринкіт, мозандрит.

## Історія та етимологія
Назва — за прізвищем данського промислового діяча Генріха Рінка (Rink), вперше знайдений і описаний 1884 р. Йоганнес Теодор Лоренценом як ринкіт. назва ринколіт — E.M. Бонштедт (1897—1974), 1926. 

## Загальний опис
Хімічна формула: Na2Ca4CeTiOF3[Si2O7]2.
або Na2.5Ca4CeTi0.75Nb0.25(Si2O7)2O3F
Склад непостійний: Na: Ca від 1:2 до 1:1.
Вміст води 0—7,7 %.
Сингонія моноклінна.
Форми виділення: призматичні або таблитчасті кристали, двійники.
Густина 3,3—3,5.
Твердість 4,0—5,5.
Колір від темно-червоного і червоно-бурого до темно-жовтого і зеленувато-жовтого.
Блиск скляний, алмазний. Крихкий.
Типоморфний мінерал нефелін-сієнітових пегматитів.
Асоціація: арфведсоніт, егірин, евдіаліт, стенструпін, лейкофаніт, ваолерит, розенбушит, содаліт.
Типовий матеріал: Копенгагенський університет, Копенгаген, Данія.
Важлива руда на рідкісні землі. 

## Поширення
Відомий на плато Кангердлуарссук, в інтрузії Ільмаусак, південна Ґренландія, на островах Левен і Стокке, а також у Баркевіку, Лангесундсфьорд, Норвегія, на Кольському півострові, у масивах Хібіни та Ловозеро, Росія. У масиві Дара-і-Піоз, Алайський хребет, Тянь-Шань, Таджикистан. З Мон-Сен-Ілер та поблизу Сен-Амабль, Квебек, та Лабрадор, Ньюфаундленд, Канада.

## Різновиди
Розрізняють:
- ринколіт кальціїстий (ринколіт);
- ринколіт церіїстий (різновид ринколіту, який містить до 21,25 % Се2О3).
- метаміктний або прихованокристалічний склуватий різновид ринколіту — ловчорит.